# Тармо Куннас
Тармо Куннас (фін. Tarmo Kunnas) — фінський письменник-філософ лівого спрямування, теоретик літератури, професор-емерит Ювяскюльського університету.

## Біографія
Освіту Тармо Куннас здобув у Гельсинському, Паризькому, Мюнхенському, Фрайбурзькому та Єльському університетах. Займав посаду ад'юнкт-професора загального літературознавства у 1974–1985 рр. у Гельсинському університеті, був запрошений гостьовим професором читати лекції з фінської мови, культури та літератури у Паризькому університеті у 1974–1977 рр. та гостьовим професором у Ґьоттинґенський університет у 1984 році, а з 1985 по 2009 рік працював професором літератури у Ювяскюльському університеті. Був першим директором Фінського інституту у Парижі у 1989–1995 рр.

## Творчість
Дослідницькі інтереси письменника зорієнтовані, перш за все, довкола французької та німецької літератури і філософії. У своїх працях він аналізує філософію Ніцше, Кнута Гамсуна, Мартина Гайдеґґера, досліджує сутність моралі, політики, зла і любові.

Багато часу письменник присвятив роздумам про мораль. У книзі з провокуючою назвою «Що лишилось від моралі» (Mitä jäljellä moraalista) Куннас стверджує, що традиційна фінська мораль ґрунтується на засадах християнської віри та патріотизму, що значно ослабли ще задовго до покоління 60-х: 
|  | Типовий фін все ще незіпсутий, нехитрий, совісний, можливо навіть надто довірливий і наївний, одним словом, — втілення невинності […] Однак ця блаженна невинність невпинно вивітрюється. Фінляндія стала частиною більшої глобальної спільноти, і вкорінення корупції на цих землях — лише питання часу» |

У праці «Зло: розкриття сутності зла у літературі та мистецтві» (Paha: Mitä kirjallisuus ja taide paljastavat pahuuden olemuksesta) зібрано і проаналізовано прояви зла у художніх та мистецьких творах і наведено переконливі й яскраві докази неоднозначності зла.
Наукові розвідки Тармо Куннаса щодо ставлення європейської інтелігенції до фашизму з точки зору інтелектуальної історії та філософії підсумовані у книзі «Чари фашизму: європейська інтелігенція досліджує політику Муссоліні та Гітлера» (Fasismin lumous: Eurooppalainen älymystö Mussolinin ja Hitlerin politiikan tukijana).
Тармо Куннас став персонажем принаймні двох фінських романів: «Згаданий чоловік» (Kerrottu mies) Антеро Віінікайнена та «Журналісти» (Toimittajat) Юкки Комппа. В останньому він з'являється під вигаданим ім'ям Ярмо Лунас.

## Праці
- Drieu la Rochelle, Céline, Brasillach et la tentation fasciste. Väitöskirja. Paris: Les sept couleurs, 1972.
- Das Werden des Humanismus bei Heinrich Mann. Helsinki: Suomalainen tiedeakatemia, 1973. ISBN 951-41-0097-2.
- Nietzsche ou l'esprit de contradiction: Etude sur la vision du monde du poète-philosophe. Paris: Nouvelles Editions Latines, 1980. ISBN 2-7233-0089-7.
- Nietzsche: Zarathustran varjo. Helsingissä: Otava, 1981. ISBN 951-1-06129-1.
- Politik als Prostitution des Geistes: Eine Studie über das Politische bei Nietzsche. München: Wissenschaft & Literatur, 1982.
- Nietzsches Lachen: Eine Studie über das Komische bei Nietzsche. München: Edition Wissenschaft & Literatur, 1982. ISBN 3-922804-02-0.
- & Hovi, Kalervo & Koskenniemi, Tuula: Ranska: Suurvallasta Euroopan rakentajaksi. Helsinki: Painatuskeskus, 1993. ISBN 951-37-0952-3.
- Suomi Ranskassa: Mitä Suomi voi oppia Ranskan kokemuksista. Helsinki: Elinkeinoelämän valtuuskunta, 1994. ISBN 951-9042-45-8.
- Euroopan sydämeen: Artikkeleita ja kolumneja 80- ja 90-luvuilta. Jyväskylä: Tarmo Kunnaksen EU-vaalityöryhmä, 1996. ISBN 952-90-7782-3.
- Elämäniloa Pariisissa. Helsinki: WSOY, 2001. ISBN 951-0-25652-8.
- Mitä jäljellä moraalista. Helsinki: Kirjapaja, 2002. ISBN 951-625-885-9.
- Knut Hamsun: Modernisti ja anarkisti. Jyväskylä: Minerva, 2004. ISBN 952-5478-74-2.
- Rakkaus. Helsinki: Kirjapaja, 2005. ISBN 951-607-159-7.
- Paha: Mitä kirjallisuus ja taide paljastavat pahuuden olemuksesta. Jyväskylä: Atena, 2008. ISBN 978-951-796-518-7.
- L'aventure intellectuelle de Knut Hamsun. Paris: Nouvelles Editions latines, 2010.
- Fasismin lumous: Eurooppalainen älymystö Mussolinin ja Hitlerin politiikan tukijana. Jyväskylä: Atena, 2013. ISBN 978-951-796-933-8.

### Переклади українською
Тармо КУННАС [Tarmo Kunnas] Зло. Розкриття сутності зла у літературі та мистецтві / пер. з фінськ. І.Малевич, Ю.Стояновської. - К.: Видавництво Анетти Антоненко, 2015